# Celestus scansorius
Celestus scansorius е вид влечуго от семейство Слепоци (Anguidae). Видът е почти застрашен от изчезване.

## Разпространение и местообитание
Разпространен е в Хондурас.
Обитава гористи местности, планини, възвишения и плата.